# Херцогство Австрия
Херцогство Австрия (на английски: Duchy of Austria) е територия, образувана през 1156 г. чрез Privilegium minus от Херцогство Бавария в днешна Австрия. Съществува между 1156 и 1457 г.
Херцогство Австрия е управлявано от родовете Бабенберги и Хабсбурги. Столица на херцогството е Виена.

## Херцози на Австрия
- Хайнрих II Язомиргот (1156-1177), първият херцог от 1156 г.
- Леополд V Бабенберг (1177-1194)
- Фридрих I Бабенберг (1194-1198)
- Леополд VI Бабенберг (1198-1230)
- Фридрих II Бабенберг (1230-1246), последният херцог от Бабенбергите
- Рудолф III (1298-1306), първият херцог от Хабсбургите
- Фридрих I Красивия (1308-1330), като Фридрих III крал на Германия (1314–1330)
- Албрехт VI (1446-1463), последният херцог

През 1453 г. император Фридрих III преобразува херцогство Австрия чрез "Privilegium maius" в ерцхерцогство.